# Peudari
Peudari is een bestuurslaag in het regentschap Aceh Utara van de provincie Atjeh, Indonesië. Peudari telt 627 inwoners (volkstelling 2010).